# Хэйс, Остин
Остин Хэйс (англ. Austin Hays, 5 июля 1995, Дейтона-Бич) — американский бейсболист, аутфилдер команды МЛБ «Балтимор Ориолс».

## Карьера
Закончил старшую школу Спрюс Крик в Порт-Орандж, Флорида. Затем играл в студенческом чемпионате за команды колледжа Семинол Стейт и университета Джэксонвилла. Был выбран «Балтимором» в третьем раунде драфта 2016 года.
2017 год начал в составе «Фредерик Киз». 25 мая 2017 года стал первым игроком в истории «Киз», выбившим три хоум-рана в одной игре.
5 сентября 2017 года был переведён в состав «Ориолс», став первым игроком с драфта 2016 года, достигшим уровня МЛБ. Дебютировал в Главной лиге бейсбола 7 сентября в матче против «Кливленд Индианс».